# Rob Friend
Rob Friend (født d. 23. januar 1981 i Rosetown, Saskatchewan, Canada) er en professionel fodboldspiller opvokset i Kelowna, Britisk Columbia i Canada. Han spiller i øjeblikket for SC Heerenveen som spiller i den hollandske Eredivisie.
Han spillede fodbold for et college-hold på University of California i Santa Barbara, efter han gennemførte sine studier startede han på Chicago Fire's 1. hold. Som seniorspiller for Santa Barbara scorede Friend 12 gange. I stedet for at spille for Chicago Fire valgte han at spille i Norge. Sammen med hans medspiller, Patrice Bernier, som også var fra Canada, blev han købt af Moss F.K.. I midten af 2004 blev han købt af Molde F.K., der spillede han 6 kampe og scorede 2 mål. Hans kontrakt hos Molde F.K. var ved at udløbe efter 2006 sæsonen, så derfor solgte de ham til SC Heerenveen. Han skrev under på en kontrakt som udløber i 2010, dog gik der rygter om et skifte til Crystal Palace men til sidst valgte han SC Heerenveen. 
Han er også et medlem af Canadas nationale fodboldlandshold, og han er blevet valgt på 1. holdet 7 gange hvor han scorede 1 mål, det var den venskabelige kamp mellem Canada og Jamaica som sluttede i Canadas fordel 1-0. Friend scorede det eneste mål i den kamp.